# Тонкопалые гекконы
Тонкопалые гекконы (лат. Tenuidactylus, от лат. tenuis — тонкий) — род пресмыкающихся из семейства гекконовых, распространённых на территории Евразии (в основном в Азии).

## Таксономия
Род выделен советскими герпетологами Николаем Николаевичем Щербаком и Михаилом Леонидовичем Голубевым в 1984 году на основе анализа морфологических признаков. Типовым видом является каспийский геккон. В 2013 году на основе как классической морфологии, так и анализа биоакустических данных и данных митохондриальной ДНК, доказана монофилия и валидность рода, а также уточнён его объём. Некоторые систематики продолжают синонимизировать тонкопалых гекконов с собирательным родом Cyrtopodion из-за отсутствия проработанной классификации группы голопалых гекконов, куда входят оба рода.

## Описание
Длина взрослых гекконов составляет 60—80 мм. Основной фон и неяркий рисунок на теле представлен свело- и тёмно-коричневыми оттенками. Зрачок вертикальный, с зазубренными краями. Рисунок на туловище состоит из 4—7 поперечных полос. Имеются крупные спинные бугры, образующие несколько рядов. Пальцы длинные, когтистые. Хвост тонкий, сегментация хвоста выражена хорошо, на нём видны от 7 до 12 полос. Крупные хвостовые бугры соприкасаются боковыми гранями и почти достигают кончика хвоста.

## Классификация
На октябрь 2021 года в род включают 8 видов:
- Tenuidactylus bogdanovi Nazarov & Poyarkov, 2013 — Тонкопалый геккон Богданова
- Tenuidactylus caspius (Eichwald, 1831) — Каспийский геккон, или каспийский тонкопалый геккон, или каспийский голопалый гекконtypus
- Tenuidactylus dadunensis (Shi & Zhao, 2011)
- Tenuidactylus elongatus (Blanford, 1875) — Гобийский тонкопалый геккон, или гобийский голопалый геккон
- Tenuidactylus fedtschenkoi (Strauch, 1887) — Туркестанский геккон, или туркестанский тонкопалый геккон, или туркестанский голопалый геккон
- Tenuidactylus longipes (Nikolsky, 1896) — Длиннопалый тонкопалый геккон, или длиннопалый голопалый геккон
- Tenuidactylus turcmenicus (Szczerbak, 1978) — Туркменский геккон, или туркменский тонкопалый геккон, или туркменский голопалый геккон
- Tenuidactylus voraginosus (Leviton & Anderson, 1984)